# Serhat Gülpınar
Serhat Gülpınar (* 1. Januar 1979 in Reşadiye, Tokat) ist ein ehemaliger türkischer Fußballspieler. Durch seine langjährige Tätigkeit für Denizlispor wird er stark mit diesem Verein assoziiert. Mit über 170 Einsätzen für Denizlispor gehört er zu der Liste mit den meisten Einsätzen der Vereinsgeschichte. Auf Fan- und Vereinsseiten wird er als einer der bedeutendsten Spieler der Vereinsgeschichte aufgefasst.

## Spielerkarriere

### Verein
Gülpınar kam in der zentralanatolischen Provinz Tokat zur Welt und zog im Kindesalter mit seinem Vater nach Ankara. Hier begann er 1991 mit zwölf Jahren in der Jugend des Erstligisten MKE Ankaragücü mit dem Vereinsfußball. Im Sommer 1998 erhielt er einen Profi-Vertrag und wurde nach dem Vorbereitungscamp zur anstehenden Saison in die Liste der auszuleihenden Spieler eingetragen. So spielte er zwei Spielzeiten lang als Leihgabe beim Drittligisten Asaşspor und anschließend eine Spielzeit beim Zweitligisten Karabükspor. 
Mit Ablauf seines Vertrages wechselte er dann für eine Saison zum Sommer 2002 zum türkischen Zweitligisten Konyaspor. Hier wurde er auf Anhieb Stammspieler.
Ab der Saison 2003/04 spielte er sechs Spielzeiten lang für den Süper-Lig-Verein Denizlispor und hatte dort 171 Einsätze.
Im Sommer 2008 wechselte er zum Süper-Lig-Verein Istanbul Büyükşehir Belediyespor. Seine Karriere beendete er im Dezember 2014 bei MKE Ankaragücü.

### Nationalmannschaft
Gülpınar spielte 2004 einmal für die zweite Auswahl der türkischen Nationalmannschaft, als er beim Future-Cup-Turnier im Spiel gegen Österreich eingewechselt wurde.

## Trainerkarriere
Seine erste Trainerstation hatte Gülpınar in der Saison 2015/16 bei der U-14 des Süper-Lig-Vereins Istanbul Başakşehir FK. Im Anschluss an die Saison übernahm er die erste Mannschaft des Drittligisten Bugsaşspor, verließ den Verein jedoch nach vier Monaten, um sich für die Rückrunde der Saison 2017/18 Afjet Afyonspor anzuschließen. Mit diesem Verein gelang Gülpınar der erste Aufstieg seiner jungen Trainerkarriere (Aufstieg in die zweite Liga).

## Erfolge
Afjet Afyonspor
- Playoffsieger der TFF 2. Lig und Aufstieg in die TFF 1. Lig: 2017/18